# Dodecaedro aumentado
Em geometria, o dodecaedro aumentado é um dos sólidos de Johnson (J58). Consiste de um dodecaedro com uma pirâmide pentagonal (J2) acoplada a uma de suas faces.